# Conselho das Finanças Públicas
O Conselho das Finanças Públicas é um órgão do Estado Português, com garantias de independência, competente para proceder a uma avaliação sobre a sustentabilidade da política orçamental.
Os 5 membros do Conselho Superior, principal órgão do Conselho das Finanças Públicas, são nomeados pelo Conselho de Ministros sob proposta conjunta do Presidente do Tribunal de Contas e do Governador do Banco de Portugal. O mandato é de 7 anos.
A actual Presidente do Conselho das Finanças Públicas é, desde 1 de março de 2019, Nazaré da Costa Cabral. Substituiu no cargo Teodora Cardoso, cujo mandato decorreu de 2012 até 2019.

## História
O Conselho das Finanças Públicas, com a natureza de vigilante orçamental (fiscal watchdog), foi criado em 2011, tendo iniciado as suas actividades em fevereiro de 2012.

## Competência
As atribuições do Conselho das Finanças Públicas são:
Para o desempenho da sua missão, os Estatutos conferem ao CFP as seguintes atribuições:
- Avaliar os cenários macroeconómicos adotados pelo Governo e a consistência das projeções orçamentais com esses cenários;
- Avaliar o cumprimento das regras orçamentais estabelecidas;
- Analisar a dinâmica da dívida pública e a evolução da sua sustentabilidade;
- Analisar a dinâmica de evolução dos compromissos existentes, com particular incidência nos sistemas de pensões e saúde e nas parcerias público-privadas e concessões;
- Avaliar a situação financeira das regiões autónomas e das autarquias locais;
- Avaliar a situação económica e financeira das entidades do sector público empresarial;
- Analisar a despesa fiscal;
- Acompanhar a execução orçamental.

## Independência
Conselho das Finanças Públicas é um órgão independente, não podendo solicitar nem receber instruções Assembleia da República, do Governo ou de quaisquer outras entidades públicas ou privadas. A independência financeira do Conselho é assegurada pelo Orçamento do Estado.

## Órgãos
O Conselho das Finanças Públicas tem como órgãos: 
- Conselho Superior
- Comissão Executiva
- Fiscal Único

O Conselho Superior é constituído pelo Presidente, pelo Vice-Presidente, por um Vogal executivo e por dois Vogais não executivos.

## Presidentes
1. Teodora Cardoso 2012–2019
2. Nazaré da Costa Cabral 2019–presente